# 라디오 제주시대
라디오 제주시대는 제주MBC 표준FM(제주시 FM 97.9㎒, 서귀포시 FM 97.1㎒, 제주시 서부 FM 106.5㎒)에서 평일 저녁 6시 5분부터 7시까지 방송되는 라디오 프로그램이다.

## 기획의도
- <라디오 제주시대>를 들으며 하루의 뉴스를 정리한다. 하루에 있었던 주요 뉴스와 이슈, 관심사 등에서 다양한 시각과 이야기를 직접 들어보고, 도내외 사회현상을 보다 쉽고 보다 심도있게 접근해 시사정보프로그램의 듣는 재미를 만들고자 한다.

## 코너소개
라디오 제주시대는 요일별로 다양한 코너로 구성되어 있다.

### 월요일
- 로스쿨
  - 김혜선 노무사, 최호웅 변호사

### 화요일
- 키워드 뉴스
  - 제주투데이 김재훈 기자, 제주투데이 조수진 기자, 제주투데이 박소희 기자

### 수요일
- 오늘의 시선
  - 애월 교육노동조합 이음 안재홍 이사장, 제주평화인권연구소 왓 신강협 소장, 제주동물권연구소 김란영 대표, 해양과학시민센터 파란 윤상훈

### 목요일
- 시사전망대
  - 강호진 제주대안연구공동체 이사장, 현덕규 변호사, 김동현 제주 민예총 이사장, 부상일 변호사

### 금요일
- 독립언론 오롯 김은애 기자의 뉴스톺아보기
  - 김은애 기자

## 같이 보기
- 제주문화방송
- MBC 표준FM
- 권순표의 뉴스 하이킥